# 凱洛
凱洛是中部非洲國家乍得的城市，也是坦吉萊區的首府，位於該國西南部，距離蒙杜約100英里，海拔高度427米，2010年人口46,742，是全國第五大城市。